# Искра (Могилёвская область)
И́скра (бел. І́скра) — агрогородок в составе Ланьковского сельсовета Белыничского района Могилёвской области Республики Беларусь.
До 2011 года — деревня.
В агрогородке работает Искровская базовая школа.

## Географическое положение
В 1,5 км от агрогородка протекает река Друть.

## Население
- 2010 год — 267 человек